# Rosenlund
Rosenlund is een plaats in de gemeente Tranemo in het landschap Västergötland en de provincie Västra Götalands län in Zweden. De plaats heeft 340 inwoners (2005) en een oppervlakte van 34 hectare. Rosenlund ligt ongeveer een kilometer ten westen van de plaats Limmared en wordt omringd door zowel landbouwgrond als bos. Langs Rosenlund stroomt de rivier de Månstadsån.

## Verkeer en vervoer
Bij de plaats loopt de Riksväg 27.